# Gino Maffei
Gino Maffei (Mantova, 13 settembre 1890 – 1938) è stato un avvocato e politico italiano.